# Sjekira
Sjekira je vrsta alata koji se u pravilu koristi za sječenje ili cijepanje drva i drugih materijala, dok se u ostalim primjenama može koristiti kao oružje. 
Sjekira se sastoji od metalnog dijela (glave) i drške koja može biti izrađena od različitih materijala, najčešće drveta, a u tradiciji južne Europe su to uglavnom jasen, grab i bukva.

Dijelovi glave su ušica, gdje je otvor za dršku, list (pljoštica) i sječivo (oštrac). Glava je izrađena uglavnom od ugljičnog čelika. Brusi se dvostrano, osim specijaliziranih vrsta poput bradve. Namjena određuje i geometriju sječiva, tako će sjekira za cijepanje imati jače klinasto sječivo pogodno za kalanje, dok će sjekira za rušenje imati uže i nježnije sječivo pogodnije za poprečno sječenje vlakana drveta. 
Gledajući kroz povijest prve sjekire su bile od kamena, a njihov razvoj se poboljšavao pronalascima bakra, bronce, željeza sve do današnjih dana kada se koriste sjekire s oštricom od čelika.

## Posebne vrste sjekira
- Ligogu, sjekira iz Nove Gvineje